# لودویک اسلیماک
لودویک اسلیماک (به فرانسوی: Ludovic Slimak)، متولد ۱۱ ژانویه ۱۹۷۳، «باستان‌شناس و متفکر»، پژوهشگر مرکز ملی تحقیقات علمی (CNRS) در مرکز انسان‌شناسی و ژنومیک در تولوز، ماقبل تاریخ، متخصص در جوامع نئاندرتال است.